# 무경총요

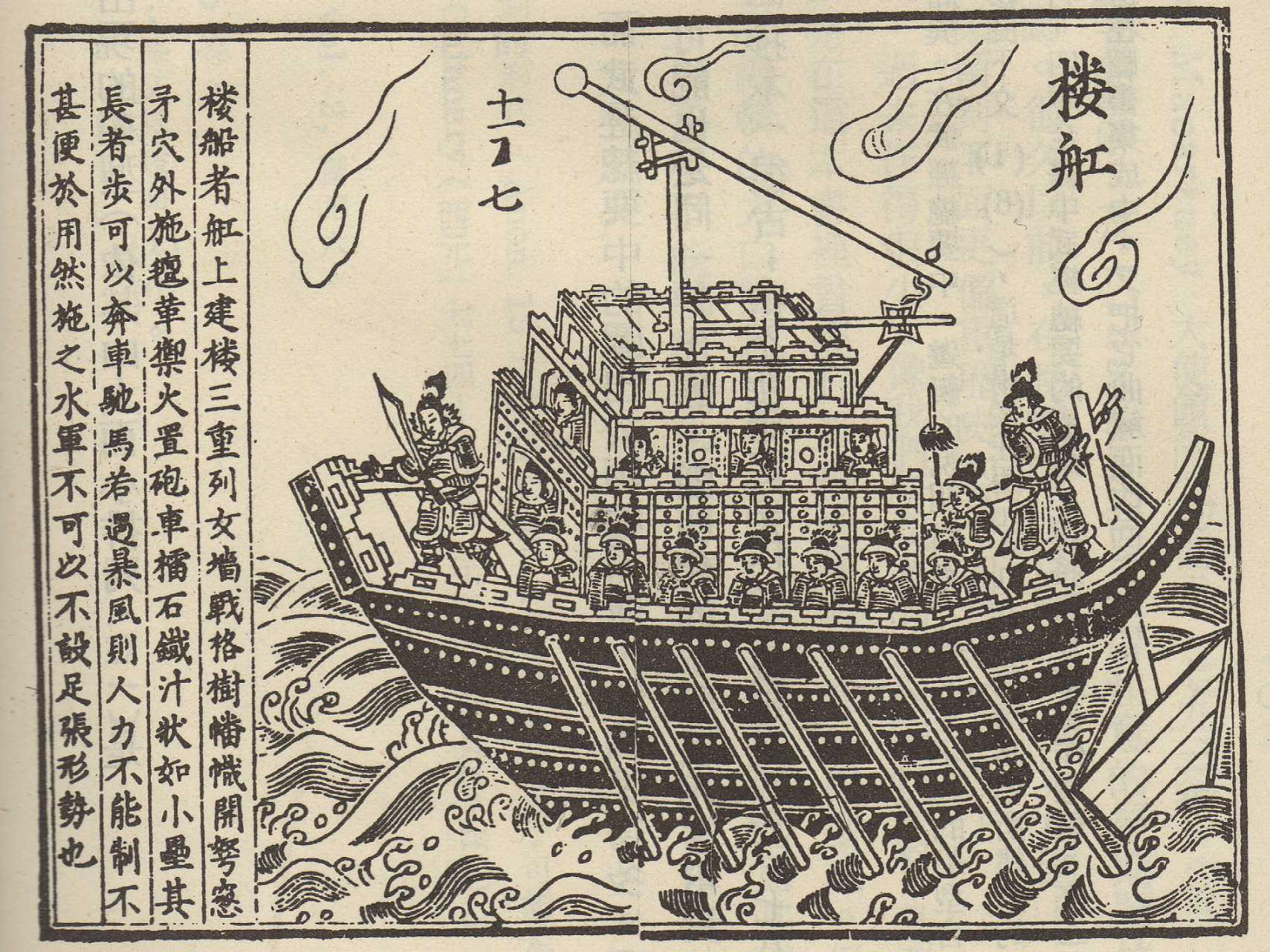
《무경총요》 중의 누선도

《무경총요》(武經總要)는 중국 북송(北宋) 왕조에서 펴낸 군사 저작이다.

## 개요
정공량(曾公亮)와 정도(丁度) 등이 황제 인종(仁宗)의 명을 받들어 강정(康定) 원년(1040년)부터 편찬을 시작, 경력(慶歷) 4년(1044년)에 이르기까지 5년 만에 완성하였다.
주제는 광범위하며, 특히 갖가지 종류의 수군 전함이나 투석기에 대한 것까지 모두 수록하였다. 또한 《무경총요》는 초석(硝石) · 유황(硫磺) · 숯(木炭) 등을 배합해 화약(火藥)을 제조하는 방법을 언급한 세계에서 가장 오래된 기록이기도 하다.
1126년 금(金) 왕조가 북송의 수도 개봉(開封)을 함락시켰을 때 원본이 소실되었고, 1231년에 남송(南宋)에서 몇몇 부본(副本)을 토대로 다시 《무경총요》를 간행하였다.

## 내용
《무경총요》는 모두 전후(前後) 양집(集)으로 구성되어, 총43권 2869쪽에 달한다. 전집(前集)은 22권으로 군사제도와 조직, 장수를 선발하고 병사를 부리는 법, 진법(陣法), 산천 지리를 운용해 전술을 짜는 등의 군사 이론과 규칙에 대해 서술하였다. 후집(後集)은 21권으로 전반부분에서 고금의 군사 및 전쟁 사례를 소개하고 후반부분은 음양, 점술에 대해 소개하고 있다.

## 평가
《무경총요》는 중국에서 으뜸가는 광배한 분량의 종합적 관찬(官撰) 군사저술이다. 송 왕조 이전의 군사 사상이나 송 시대의 군사제도 연구에 없어서는 안 되는 중요한 자료로 꼽힌다. 또한 많은 분량을 할애해 당시의 무기 제조에 대한 것도 소개하고 있어, 과학기술사 연구에도 중요한 저작으로 평가받고 있다.
현존하는 판본은 명(明), 청대(淸代) 이후의 것으로, 한국에는 조선 명종(明宗) 2년(1547년) 명에 사신으로 다녀오던 동부승지 정응두가 《강목전편》(綱目前編) · 《속강목발명광의》(續綱目發明廣義) 등과 함께 사왔다는 기록이 있으며, 명종은 이를 대제학에게 보여 인출하게 하였다고 한다.

## 무경총요의 판본
- 명(明) 홍치(弘治) · 정덕(正德) 연간에 남송의 소정본(紹定本)을 모본으로 간행한 중각본.
- 홍치 17년(1504년)의 이찬(李贊)의 각본(刻本).
- 명 금릉서림(明金陵書林)의 당복춘(唐福春) 각본.
- 《사고전서》(四庫全書)본.
- 《병서집성》(兵書集成)에 영인된 명대 당복춘 각본.

## 같이 보기
- 누선
- 수군